# Stanislav Lunev
Pour les articles homonymes, voir Lunev.
Stanislav Lunev (né en 1946 à Leningrad) est un ancien officier soviétique et le plus haut gradé du GRU à faire défection aux États-Unis en 1992.

## Œuvre
Lunev a publié le livre Through the Eyes of the Enemy.

## Quelques-unes de ses publications
- (en) Russian organized crime spreads beyond Russia's borders, squeezing out the local competition
- (en) The Degradation of Russia's Special Forces
- (en) Russia's Ominous New Military Doctrine